# Koútsi (ort i Grekland)
Koútsi  är en ort i Grekland.   Den ligger i prefekturen Nomós Korinthías och regionen Peloponnesos, i den södra delen av landet, 90 km väster om huvudstaden Aten. Koútsi ligger 524 meter över havet och antalet invånare är 155.
Terrängen runt Koútsi är kuperad.Runt Koútsi är det ganska tätbefolkat, med 54 invånare per kvadratkilometer. Närmaste större samhälle är Nemea, 3,4 km söder om Koútsi. 